# Bruggen (St. Gallen)
Bruggen ist ein westliches Quartier der Schweizer Stadt St. Gallen mit rund 12'000 Einwohnern. Die altersmässige Zusammensetzung der Bevölkerung entspricht ziemlich genau dem städtischen Durchschnitt mit einem um 2 % erhöhten Anteil an Jugendlichen und entsprechend weniger Erwerbstätigen und Rentnern. Der Ausländeranteil ist mit 31 % nur um ein Prozent höher als im städtischen Durchschnitt. Allerdings ist der Anteil an Europäern aus dem Nicht-EU-Raum mit 12 % um die Hälfte höher als der städtische Mittelwert von 8 %. Bruggen grenzt an die drei St. Galler Quartiere Winkeln (westlich und nördlich), Lachen (nordöstlich) und Riethüsli (südöstlich), im Süden dazu noch an die Appenzell Ausserrhoder Gemeinden Stein AR und Teufen AR.
Wie bei anderen Quartieren und Quartiergruppen St. Gallens gibt es Abweichungen zwischen den von den Quartiervereinen vertretenen Quartiergrenzen (die auch der Wahrnehmung der Einwohner entsprechen) und den von der Stadt der Quartiergruppe zugeschlagenen statistischen Quartieren. So gehört z. B. das statistische Quartier 108 'Sittertobel' zu Bruggen, wird aber, da es am anderen Ufer der Sitter liegt, vom Quartierverein Winkeln vertreten. Die hier erwähnten Grenzen beziehen sich auf jene, die von den Quartiervereinen definiert werden. Die Grenze zu Winkeln wird durch die Sitter gebildet, jene zu Appenzell Ausserrhoden durch Sitter und Wattbach. Im Osten von Bruggen liegen Gebiete, die von den Quartiervereinen St. Otmar und Tschudiwies/Centrum vertreten werden, aber die auch die Teile der Quartiergruppen Lachen und Zentrum abdecken.

## Geschichte
Bruggen war das Zentrum von Straubenzell. Eine Strasse mit dem Gemeindenamen erinnert daran. Bruggen, das 1219 erstmals urkundlich erwähnt wurde, leitet sich vom althochdeutschen Wort «brucka» bzw. dem mittelhochdeutschen «brucke» ab und bedeutet «bei den Brücken». Diese dominieren noch heute das Ortsbild. Sie sind Teil des St. Galler Brückenwegs.

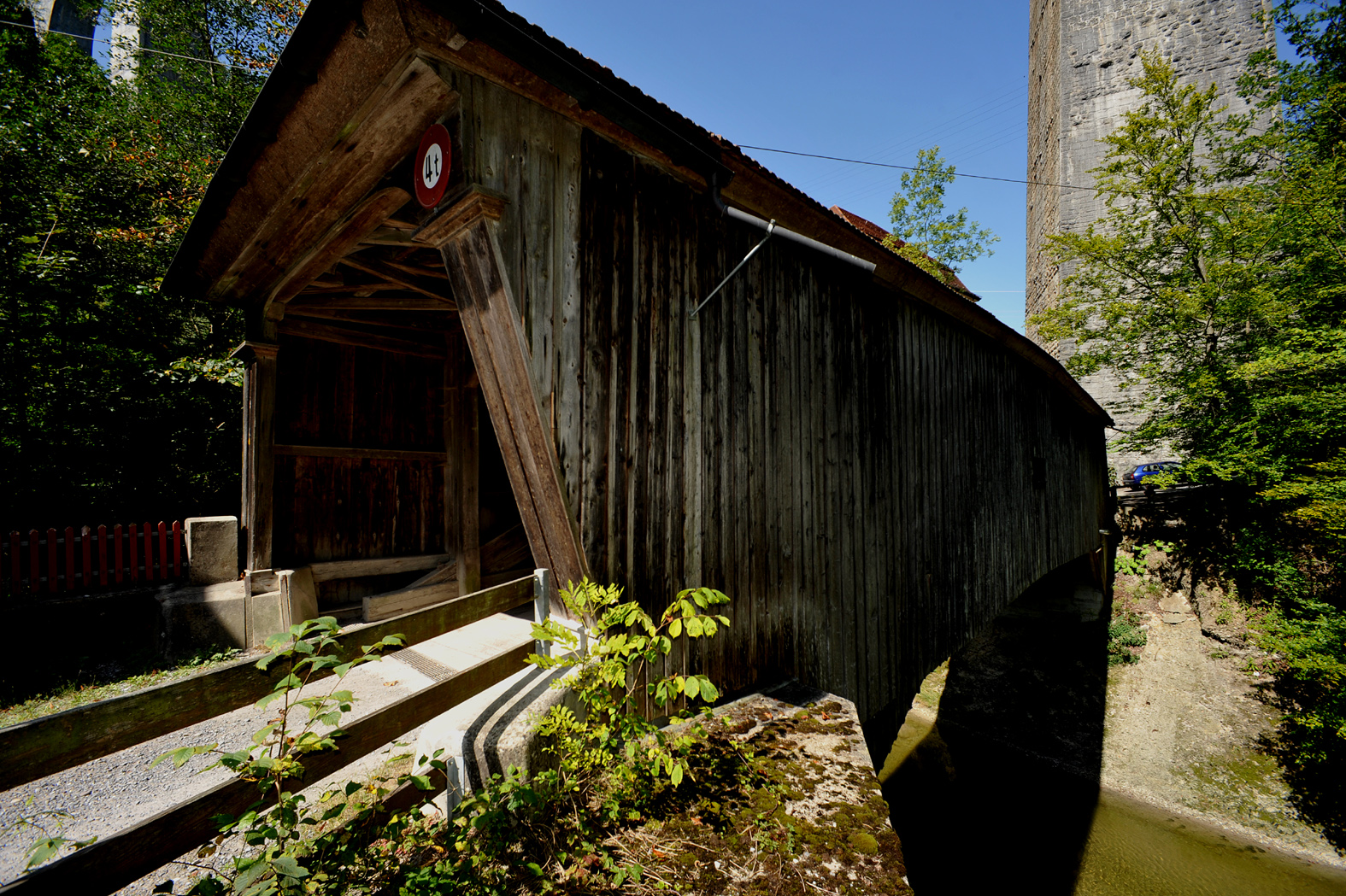
Die gedeckte Holzbrücke über die Sitter
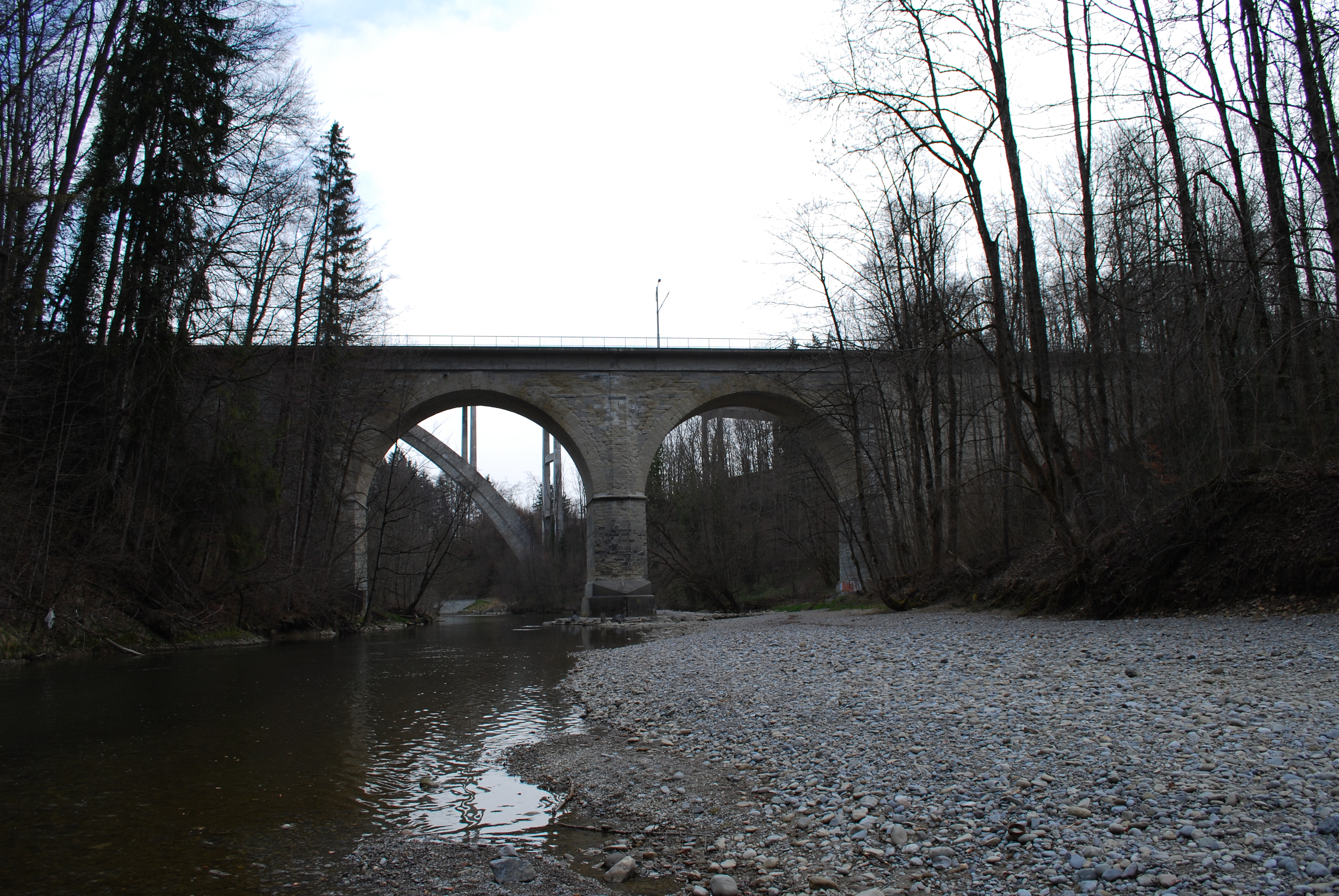
Die untere Kräzernbrücke, Friedrich Haltiner, 1811
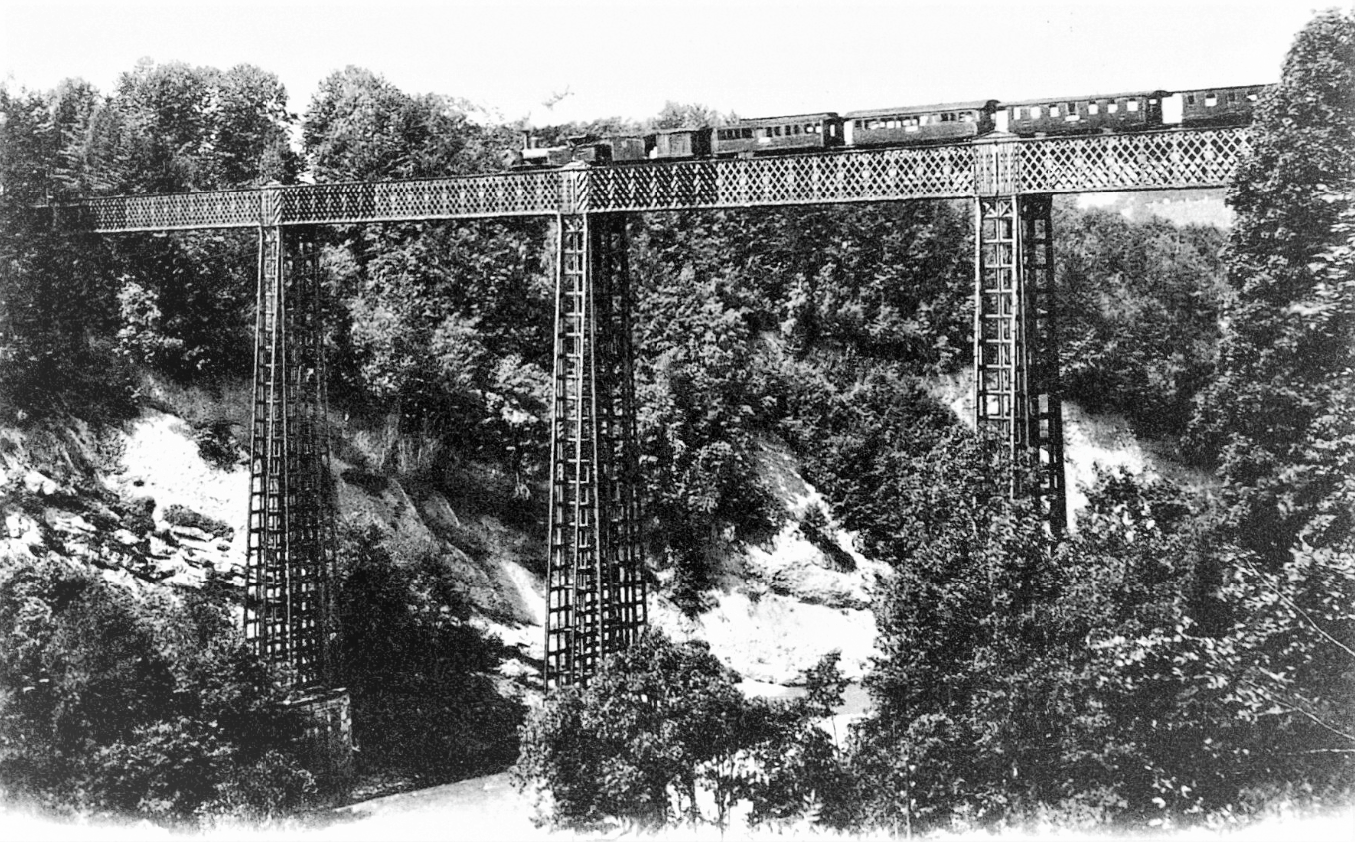
Eisenbahnviadukt der SGAE 1857
Eisenbahnbrücke bei Bruggen im Bau, um 1911
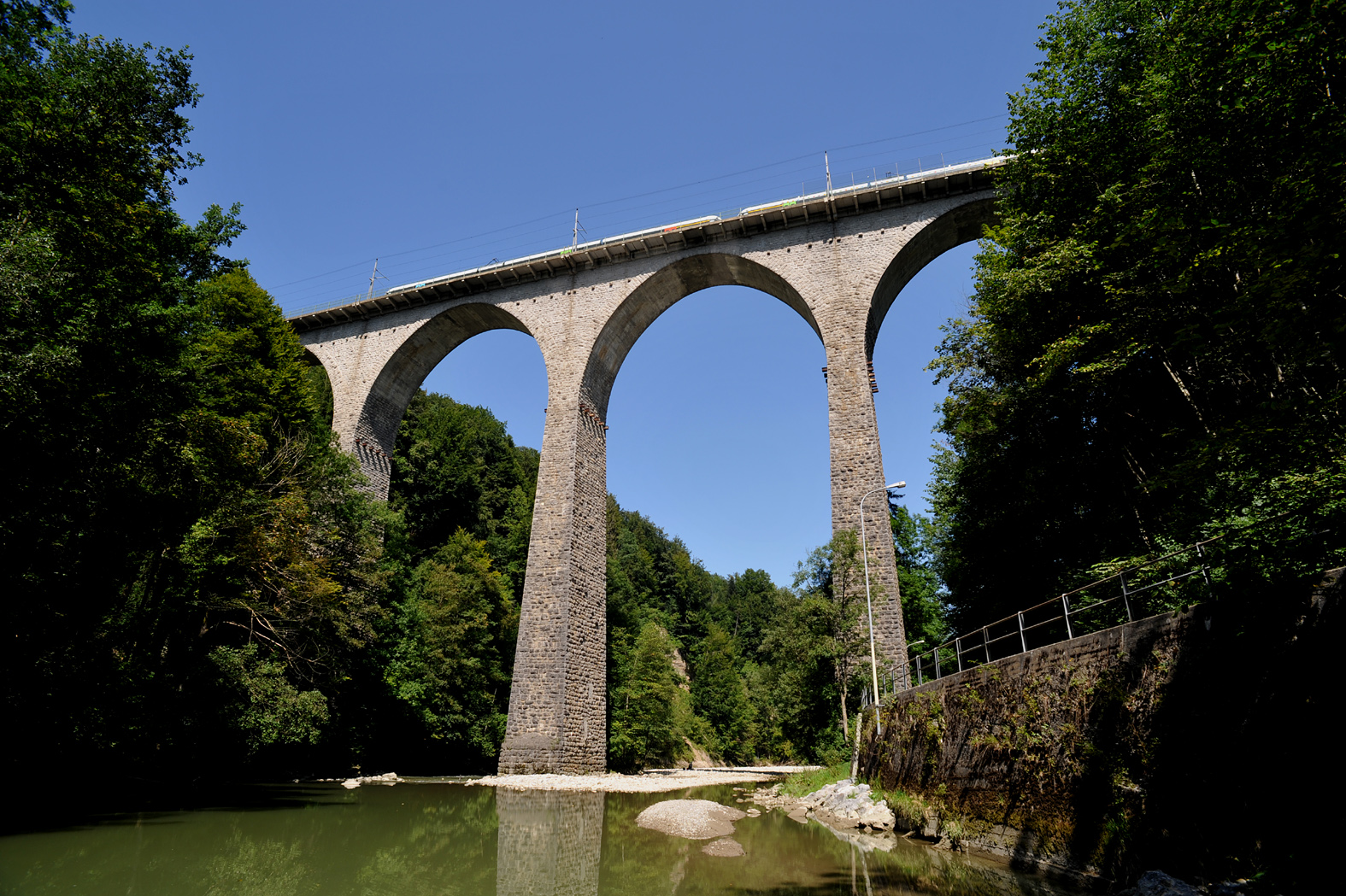
Eisenbahnviadukt der SBB, 1926
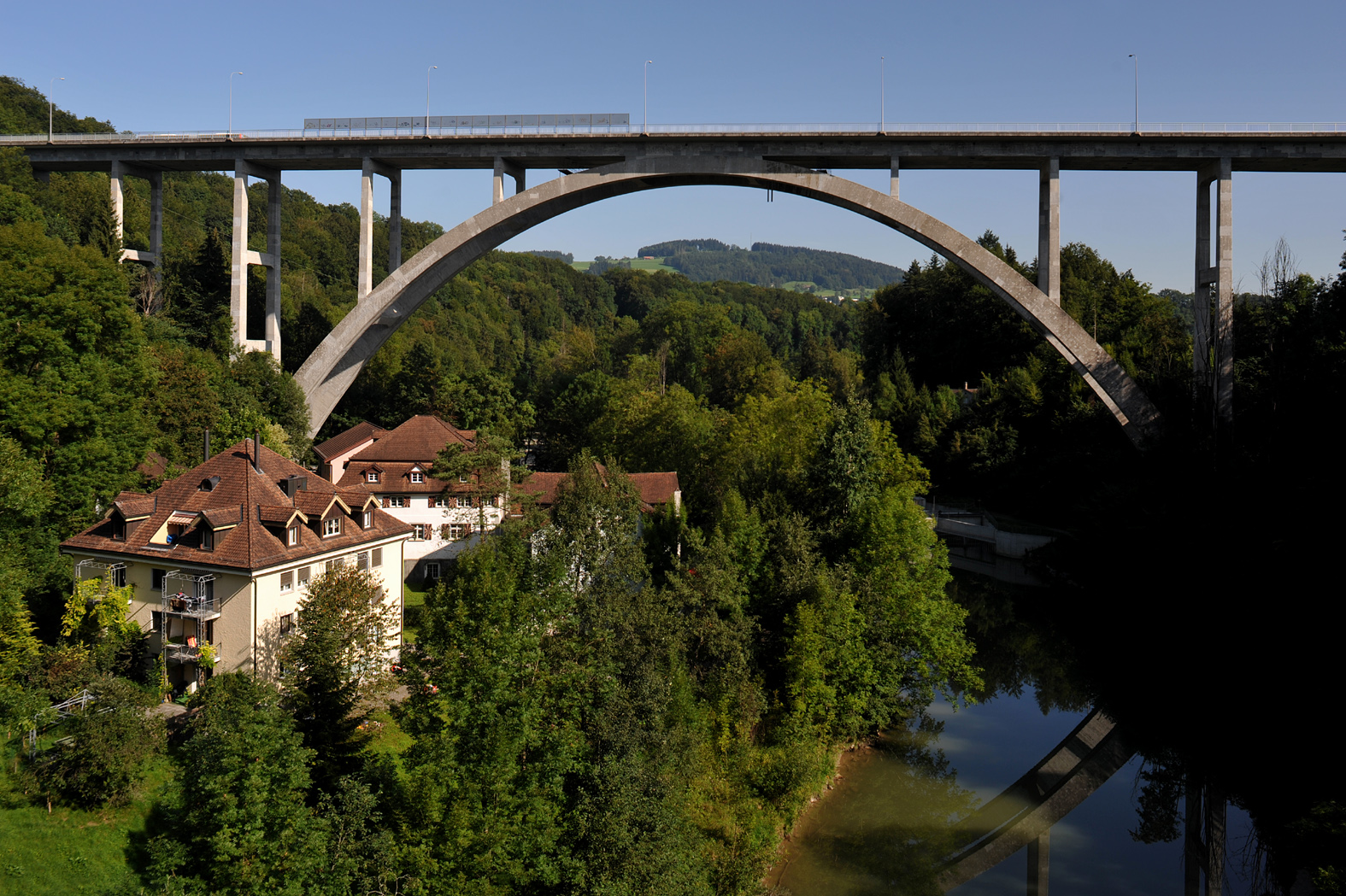
Fürstenlandbrücke, 1940
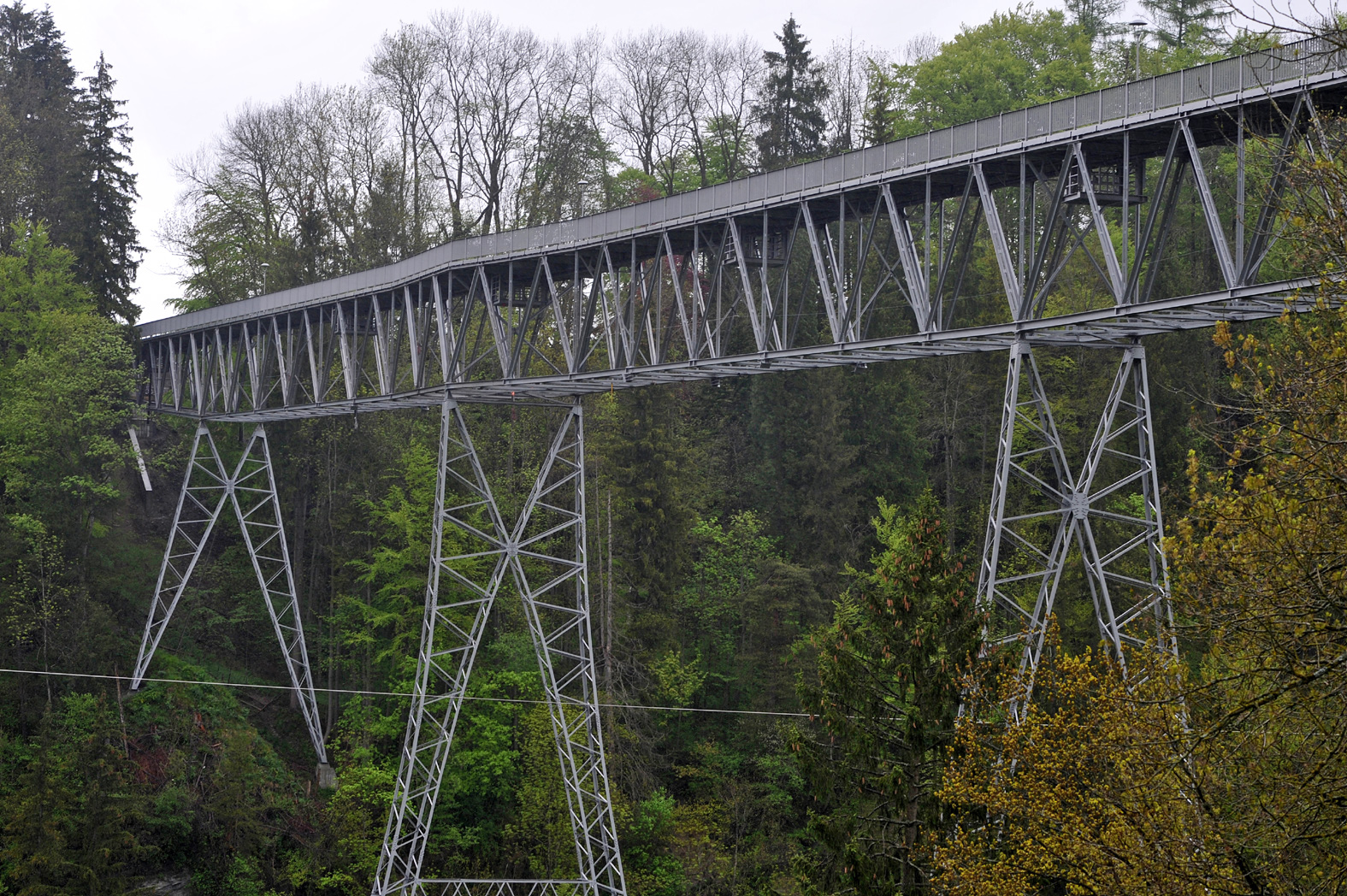
Die Haggenbrücke (auch Ganggelibrugg) von Haggen nach Stein AR
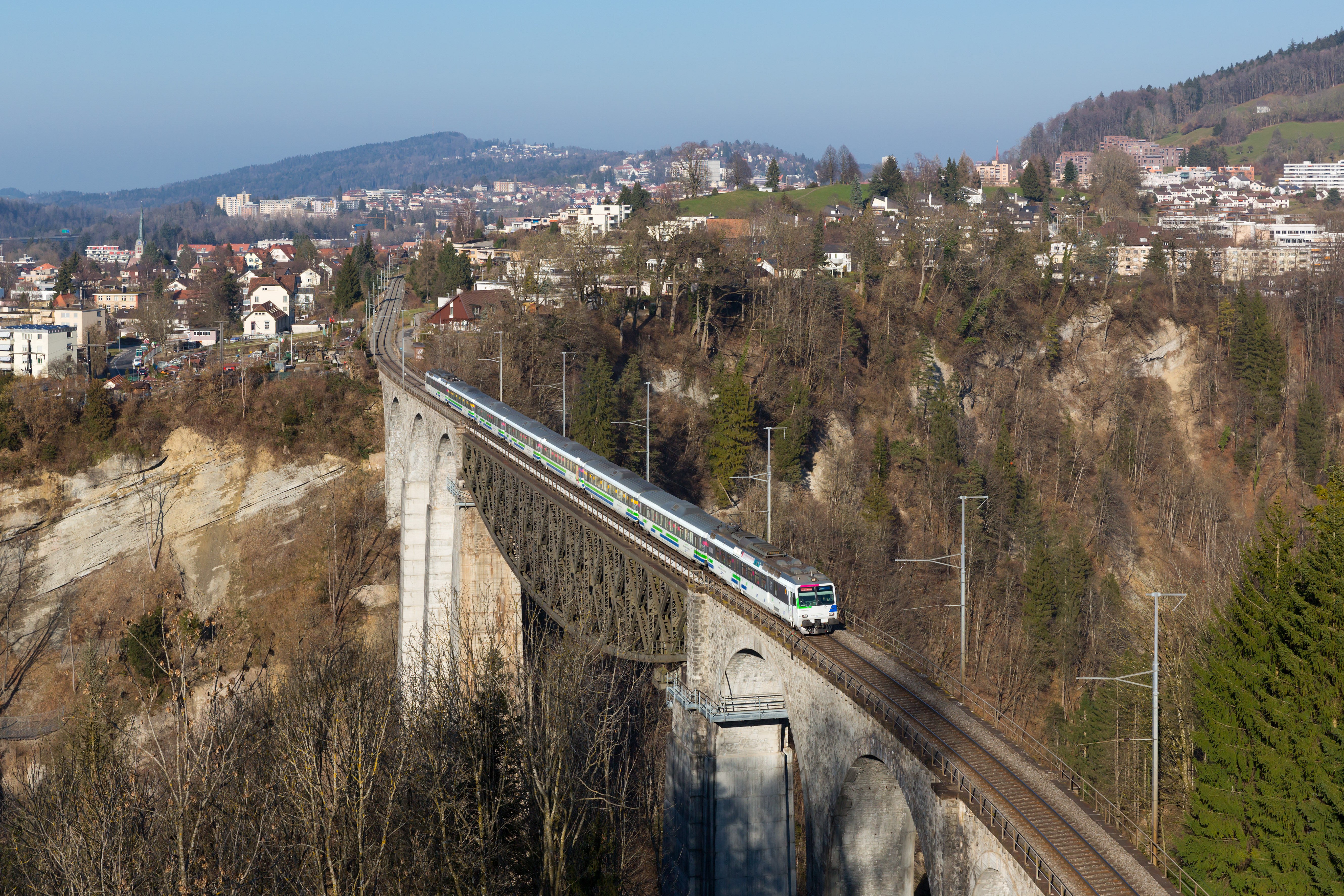
Das Sitterviadukt der SOB von der Herisauer Seite aus gesehen.

Die älteste gedeckte Holzbrücke steht heute zu Füssen des Sitterviaduktes der SOB. Die erste steinerne Brücke, die 1811 erbaute untere Kräzernbrücke mit Zollhaus, wurde durch den Baumeister Friedrich Haltiner vollendet.
Der von 1857 stammende von Carl Etzel geplante Eisenbahnviadukt wurde 1926 durch den Sitterviadukt der SBB ersetzt, daneben gibt es den Viadukt der SOB, einige hundert Meter südlich, dessen nordöstliche Hälfte auf Bruggener Gebiet liegt, während die südwestliche Hälfte (ab Mitte der Sitter) auf Herisauer Boden gelegen ist.
Die Fürstenlandbrücke, von 1937 bis 1940 durch das Ingenieurbüro Chopard erbaut, hat eine freie Spannweite von 134 m. Ihre Architektur gleicht einem grossen Bogen. Sie verbindet Bruggen über die Sitter mit Winkeln. Ausserdem verbindet die Haggenbrücke Bruggen in Richtung Süden durch einen Fuss- und Radweg mit Stein (AR).
Von 1803 bis 1831 war Bruggen Kreishauptort des Kreises Straubenzell im Bezirk Rorschach. Straubenzell wurde im Rahmen der Stadtverschmelzung 1918 mit der Stadt St. Gallen vereinigt, wodurch auch Bruggen ein Teil der Kantonshauptstadt wurde.

## Sport, Kirchen, Verkehr, Schulen

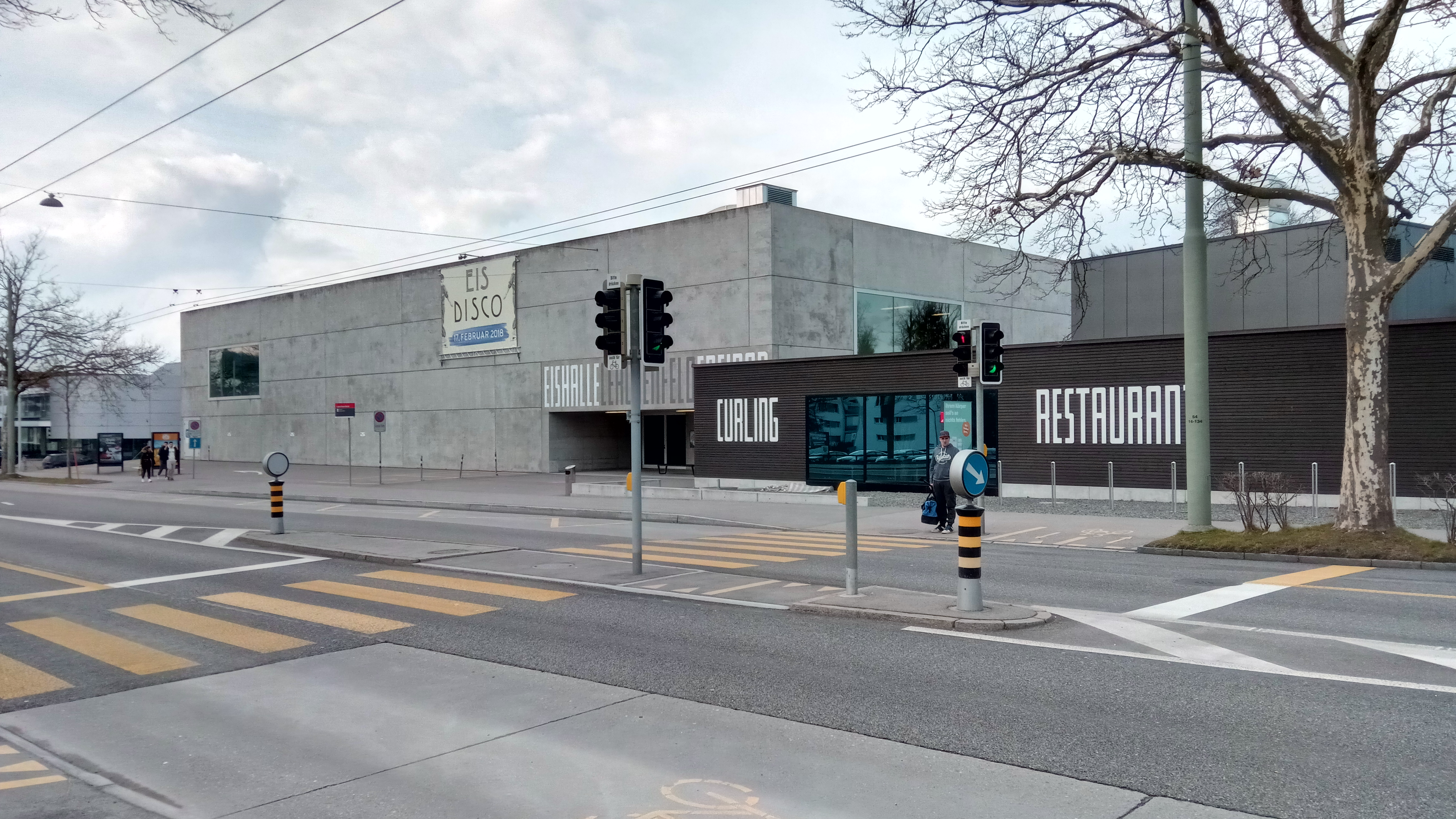
Der Eingang der Eishalle Lerchenfeld von Südosten gesehen

Der Stadtteil Bruggen verfügt über mehrere Sportplätze und den gleichnamigen Handballverein (HC Bruggen). Im Quartierteil Lerchenfeld, im östlichen Bruggen an der Zürcherstrasse, befinden sich im gleichnamigen Sportzentrum ein Eissportzentrum mit Eishalle, Curling Center und Ausseneisfeld sowie ein Freibad mit Sprunganlage, Rutschbahn und Kinderbecken.

Ebenfalls in Bruggen befinden sich mehrere Einkaufszentren und das Evangelische Pflegeheim Bruggen, die katholische Kirche St. Martin und die 1906 eingeweihte evangelisch-reformierte Kirche. Beide Gotteshäuser stehen an der Zürcherstrasse. Bruggen verfügt auch über einen Friedhof, der unterhalb der SBB-Bahnlinie liegt und 1905 angelegt wurde. 

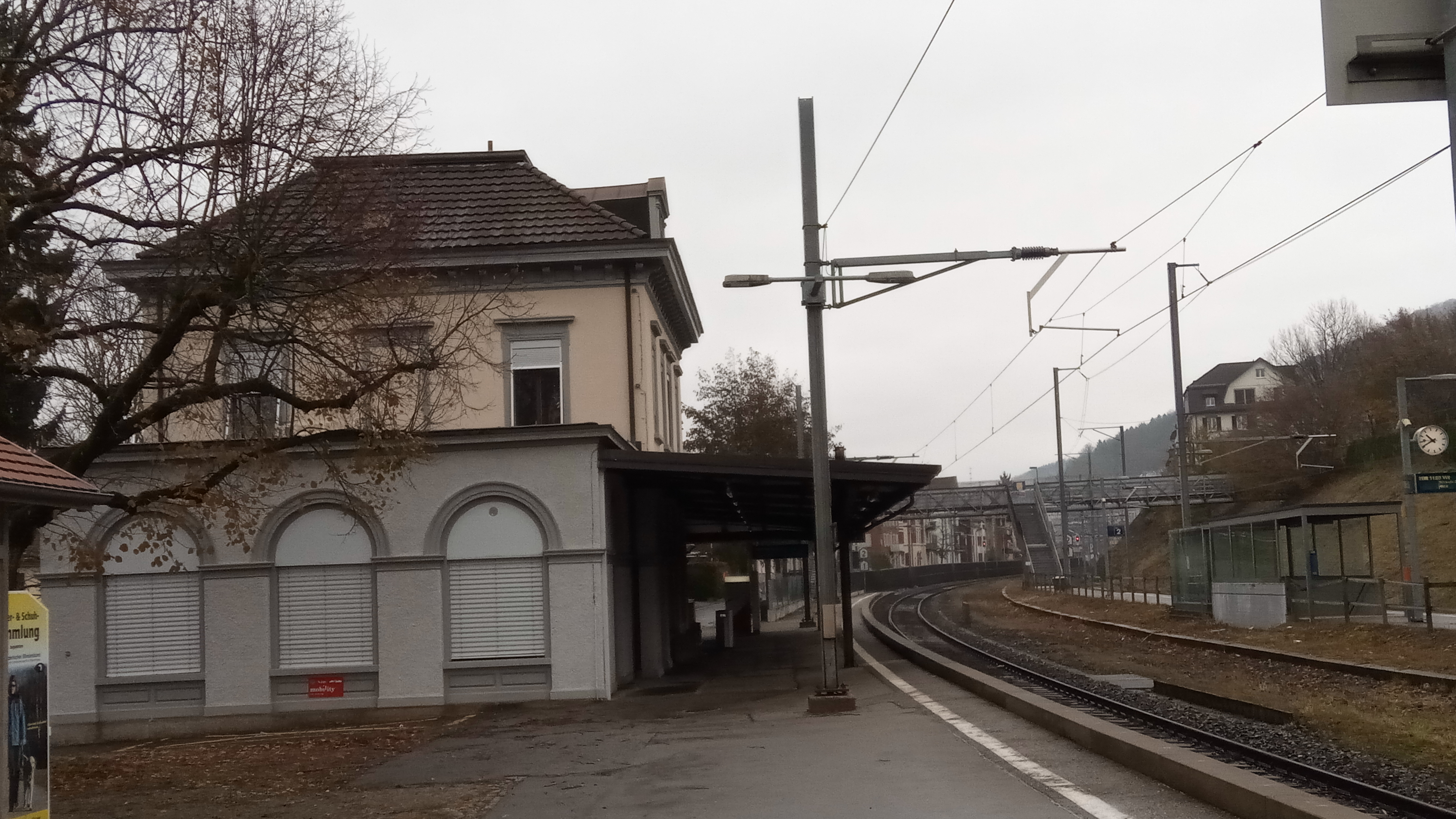
Bahnhof SBB, St. Gallen Bruggen

Bruggen ist durch die Trolleybuslinien 1, 2 und die Autobuslinien 3, 4, 7 und 8 der Verkehrsbetriebe der Stadt St. Gallen mit der Innenstadt in Richtung Osten und mit Winkeln (Linie 1) und Abtwil (Linien 3, 4) in westlicher Richtung verbunden. Die Endstationen der Linien 2, 7 und 8 liegen in Bruggen beim ehemaligen Tramwendeplatz Stocken (8), am Hinterberg (7) und im Wolfganghof (2); die letztere im südlichen Quartierteil Haggen. Bruggen verfügt zudem über zwei Bahnhöfe, den Bahnhof Bruggen der SBB und den Bahnhof Haggen der SOB, an denen die Regionalen S-Bahnen Halt machen. 2021 wurde eine Machbarkeitsstudie von Stadt, Kanton und der SBB durchgeführt, um abzuklären, ob der Bahnhof Bruggen nach Osten verschoben werden soll, um dort zusammen mit dem Bahnhof Haggen einen neuen 'Westbahnhof' und so einen Verkehrsknotenpunkt im Westen der Stadt zu bilden. Der Architekturwettbewerb wurde vom Projekt 'Catwalk' des Architekturbüros K&L Architekten gewonnen und im August 2023 bekanntgegeben. Es wird mit einem Baubeginn frühestens 2029 und einer Inbetriebnahme Ende 2030 gerechnet. Im Rahmen des Fahrradwegnetzes wird in Bruggen von der Haggenstrasse bis zur Zschokkestrasse dem Bahngleis entlang eine Veloschnellroute im Velobahnstandard gebaut, die eine schnelle Radverbindung ohne grosse Höhendifferenz vom Westen der Stadt ins Zentrum bieten wird.

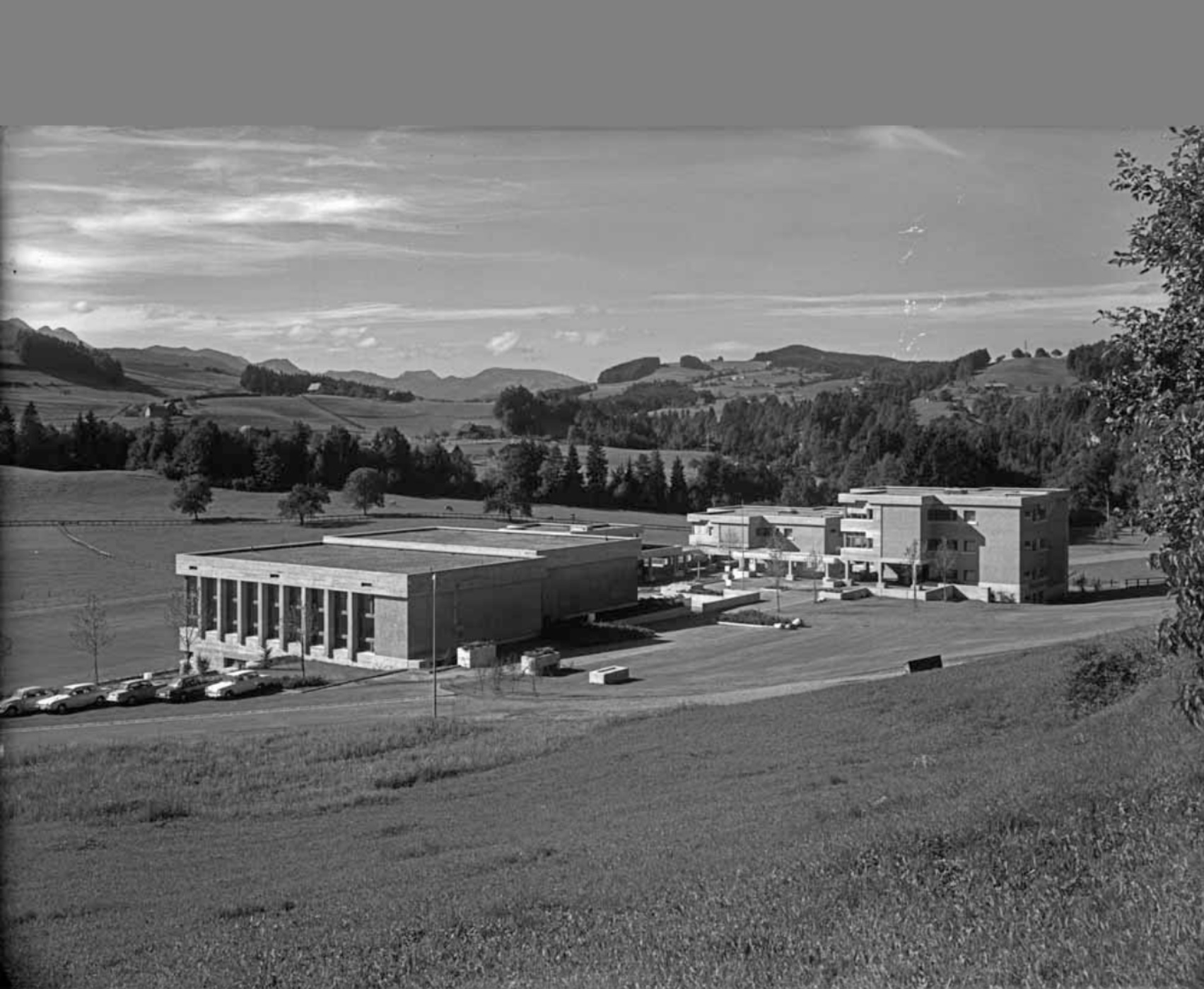
Das Schulhaus Boppartshof kurz nach der Fertigstellung 1967

In Bruggen befinden sich zudem diverse Primar- und Oberstufenschulhäuser. Am nördlichen Rand befindet sich das Primar- und Oberstufenschulhaus Engelwies mit 4 dazu gehörenden Kindergärten, direkt an der Zürcherstrasse liegt das 2020 zur Tagesbetreuung umgenutzte ehemalige Realschulhaus Bruggen. Im Ortsteil Haggen findet sich das 1967 in die grüne Wiese gebaute, kampusartige Boppartshof-Schulhaus mit seinen 7 Kindergärten. Der Neubau einer Tagesbetreuung für das Schulhaus Boppartshof führte 2024 zu einer Volksinitiative gegen diese, die im April 2024 abgelehnt wurde, so dass Anfang 2025 der Neubau in die Wege geleitet werden konnte.
Die Schulen werden von über 750 Primarschülern und Kindergärtnern und ca. 160 Oberstufenschülern besucht. Die Schule Engelwies erlangte durch den Mord am Lehrer Paul Spirig durch Ded Gecaj, den kosovo-albanischen Vater eines Mädchens in der Schule, im Jahr 1999 traurige Berühmtheit. Sie zählt zu den sogenannten 'Talschulen' von St. Gallen, die wegen des höheren Ausländeranteils unter einem schlechteren Image als die 'Bergschulen' leiden.

## Kulturelle Veranstaltungen und Einrichtungen
In Bruggen findet mit dem Open Air St. Gallen die grösste kulturelle Veranstaltung der Stadt St. Gallen statt, das jedes Jahr um die 30'000 Zuschauer in das Sittertobel unterhalb von Bruggen an die Sitter lockt und seit 1980 dort stattfindet.
In unmittelbarer Nähe zum Open Air Gelände befindet sich das 'Sitterwerk', ein ehemaliges Industriegebäude, das nach der ursprünglichen Nutzung als Stickerei und Färberei umgenutzt wurde und unterdessen mehrere kulturell bedeutende Einrichtungen beherbergt. Darunter sind eine Kunstgiesserei, eine Galerie, ein Werkstoffarchiv und eine Kunstbibliothek.

## Infrastruktur und Industrie
Im Sittertobel bei Bruggen befinden sich wichtige Infrastrukturanlagen der Stadt St. Gallen. Das Kehrichtheizkraftwerk KHK St. Gallen verbrennt pro Jahr ca. 75'000 Tonnen Abfälle aus 40 Gemeinden der Abfallregionen St. Gallen – Rorschach – Appenzell. Die Abwärme wird in das (Stand 2022) 65 km lange Fernwärmenetz der Stadt St. Gallen eingespeist, wobei die Fernwärmeproduktion der Kehrichtverbrennungsanlage 2022 ca. 108,7 mWh entsprach. In unmittelbarer Nachbarschaft des KHK liegt die Abwasserreinigungsanlage ARA St. Gallen Au, welche die Abwässer der westlichen Teile von St. Gallen, der Gemeinde Gaiserwald sowie vom östlichen Teil von Gossau und Teilen von Teufen und somit Abwasser von 66'000 Einwohnern behandelt.
Auf dem gleichen Gelände befindet sich das verschlossene Bohrloch des gescheiterten Geothermieprojektes der Stadt St. Gallen.

An der Verzweigung Zürcherstrasse/Rechenstrasse östlich vom Lerchenfeld wurde ein neues Busdepot und ein zentralisierter Standort der Stadtwerke projektiert. Das Projekt sollte in der zweiten Hälfte der 2020er Jahre verwirklicht werden, sofern es vom Stimmvolk in der obligatorischen Abstimmung angenommen wurde. Die Planung des Projektes wurde im Dezember 2023 überraschend auf Antrag des Stadtrates abgebrochen, da die Projektkosten von ursprünglich Fr. 115 Mio. (2020) wegen Projektanpassungen auf Fr. 259 Mio. (Ende 2023) angestiegen waren. Laut Baudirektor Buschor scheiterte dieses Bauprojekt, das als das grösste der Stadt St. Gallen galt, an Mängeln in der Planung, die von falschen Zahlen und Infrastrukturanforderungen ausging. Ebenso trugen nachträglich eingebrachte Wünsche der Stadt mit zur Kostenexplosion bei. 

Die Färberei Sittertal 1935 zu ihrer Glanzzeit.

Noch früher als an der Steinach in St. Georgen wurde im Sittertal bei Bruggen die Wasserkraft genutzt. Ab 1604 war in Bruggen die fürstäbtliche Papiermühle Kräzern etwas unterhalb der Mündung der Urnäsch in die Sitter in Betrieb. 1898 wurde an der Stelle der Papiermühle das Kraftwerk Kubel gebaut und im Jahr 1900 in Betrieb genommen. Das aus dem Wasser des Gübsensees gespiesene Kraftwerk ist noch heute in Betrieb.
In der sogenannten Au unterhalb des Ortsteils Stocken wurde 1840 eine Flachsspinnerei, danach eine Stickerei und Anfang des 20. Jahrhunderts eine Färberei (welche die Rotfärberei im Lachenquartier ersetzte) in der zuletzt als 'Färberei Sittertal' bekannten Industrieanlage etabliert. Der Industriebetrieb existierte bis 1987. Die Immobilie erlebte danach eine Zwischennutzung durch verschiedene Gewerbebetriebe, bevor sie zum Kulturzentrum Sitterwerk umgewandelt wurde.
Im Bereich Zweibruggen im Tal unterhalb der Haggenbrücke wurde 1862 eine mit Wasser betriebene Getreidemühle erbaut.

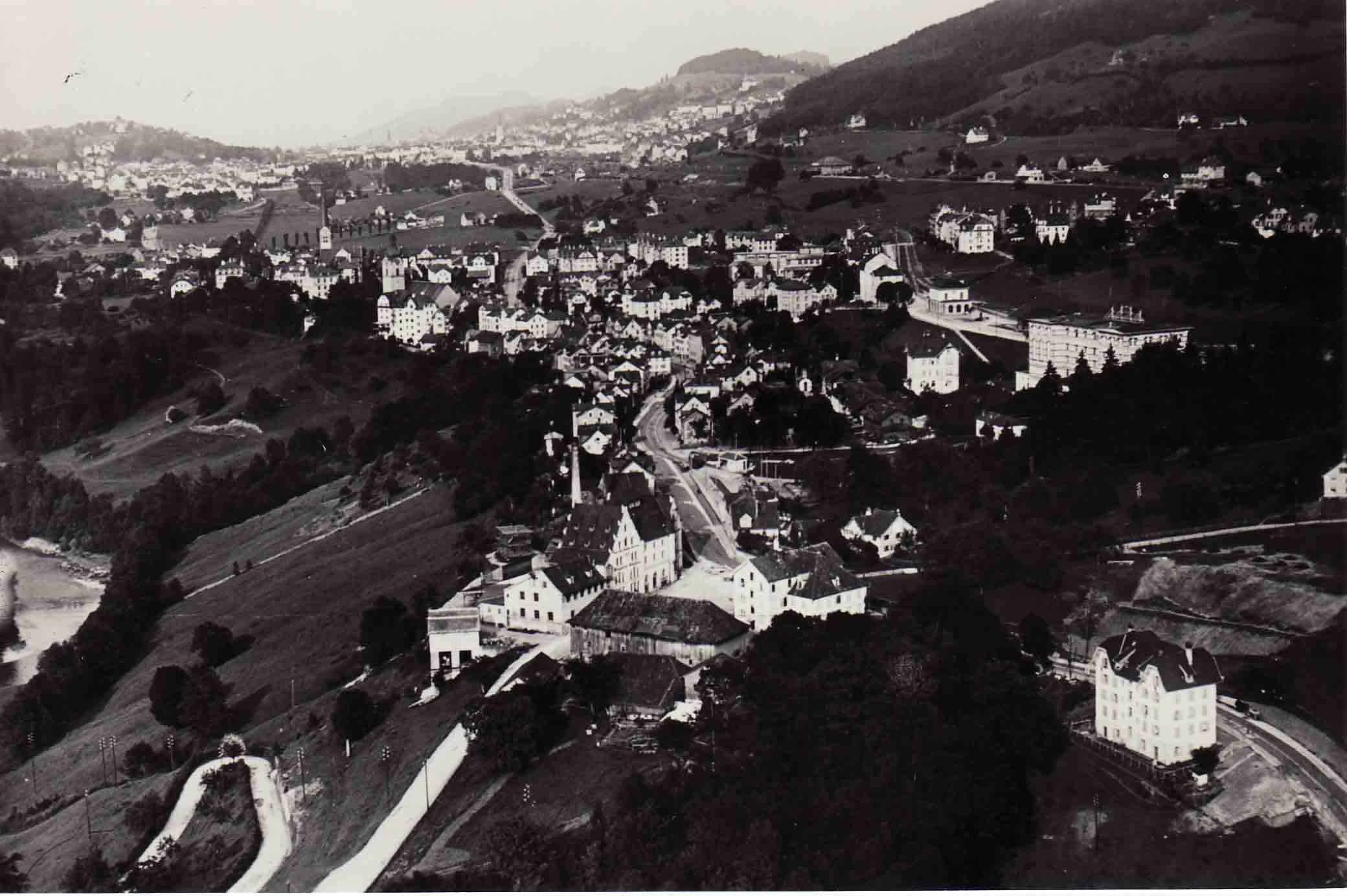
Bruggen zwischen 1920 und 1930: Vorne Brauerei Stocken, rechts Zweibruggenmühle, daneben der Bahnhof Bruggen. Blick gegen Osten.

Diese brannte 1902 ab. Beim Bau des Ersatzes wurde den neuen technischen Entwicklungen Rechnung getragen und die nach dem ursprünglichen Standort immer noch 'Zweibruggenmühle' genannte Getreidemühle westlich des Bahnhofs Bruggen neu errichtet und mit Strom betrieben. Mit dem direkten Bahnanschluss war der neue Standort zudem viel leichter erreichbar als der alte, tief in einem schwer zugänglichen Tal gelegene.
Die Mühle war bis 1999 in Betrieb. Nach der Stilllegung lag das aus Fabrikgebäude und Siloturm bestehende ‚Ensemble von überregionaler Bedeutung‘ ca. ein Jahrzehnt brach, bevor 2008 ein Projekt für die Umnutzung der Fabrik für Wohngebäude und den Ersatz des Siloturms durch ein Hochhaus vorgestellt und in der Folge auch verwirklicht wurde.
Etwas westlich des Bahnhofs Bruggen befindet sich seit 1934 die Dixa AG, in der Kräuter, Heilkräuter und Gewürze verarbeitet werden. Die Fabrik liegt an der Stationsstrasse und dem 'Kräuterweg'. Dies ist einer der letzten Industriebetriebe des Quartiers. Er befindet sich inmitten des Wohnquartiers im 1899 errichteten Gebäude einer in Konkurs gegangenen Stickerei.

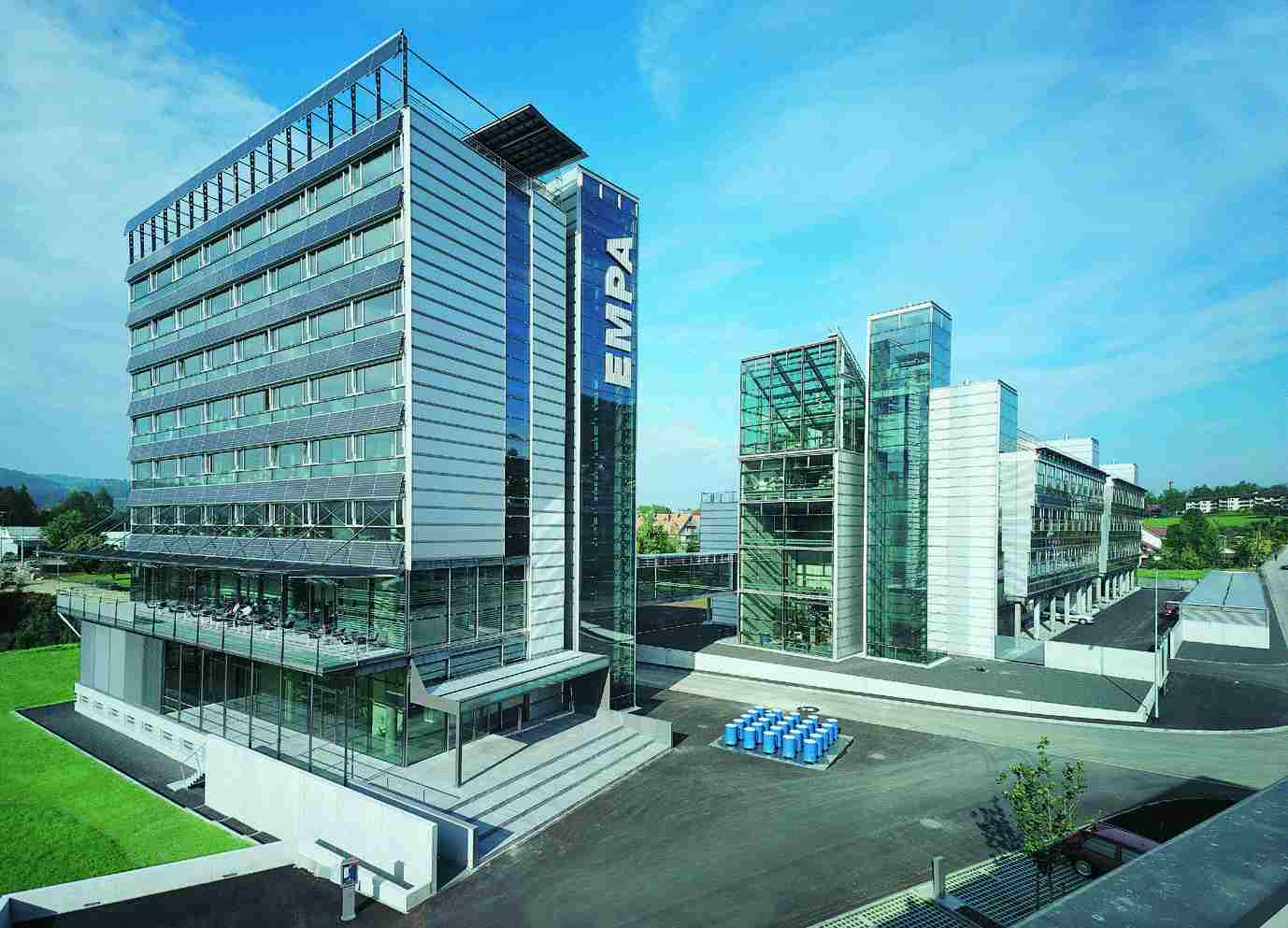
EmpaSanktGallen

Im östlichen Teil von Bruggen, beim sogenannten Lerchenfeld, befindet sich ein Standort der EMPA, der Eidgenössischen Materialprüfungsanstalt. Der „Im Moos“ genannte Standort wurde vom St. Galler Standort der EMPA im Jahr 1996 bezogen. Die dortigen Forschungsschwerpunkte umfassen Bekleidungsphysiologie, persönliche Schutzsysteme, funktionale Fasern und Textilien, biokompatible Werkstoffe, Material- und Bildmodellierungen sowie Technologie-Risikoabschätzungen.

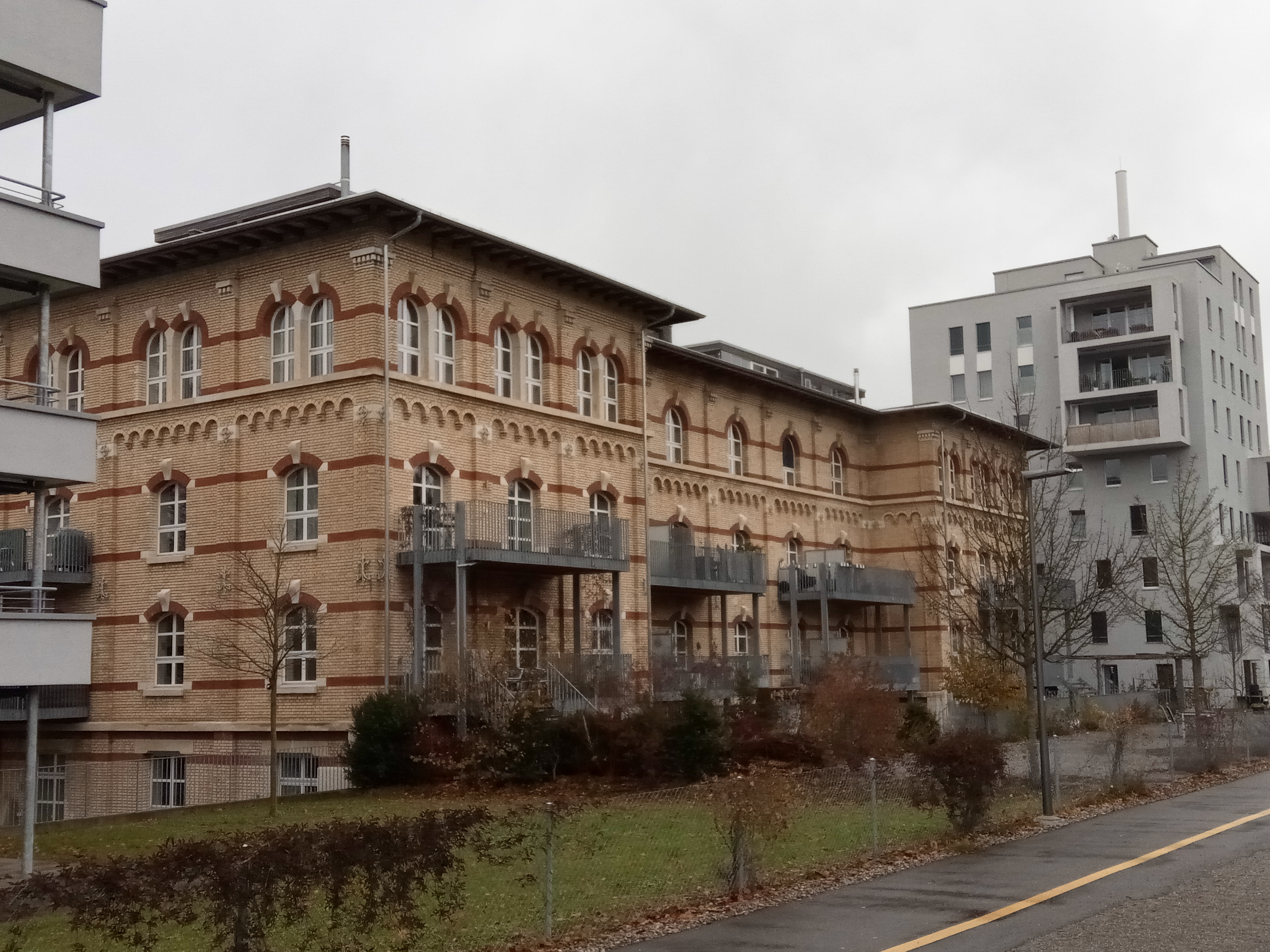
Zu Wohnhaus umgebautes Gebäude der Zweibruggenmühle, rechts Hochhaus an der Stelle des einstigen Getreidesilos

An der Kräzernstrasse, unmittelbar unter der einstigen Tram- und Bus-Endstation befand sich die Brauerei Stocken, wo von spätestens 1784 an bis 1973 Bier gebraut worden ist. Diese wurde von der Familie Walser betrieben und war bei der Schliessung eine der ältesten Brauereien der Schweiz und in der Stadt St. Gallen die vorletzte noch existierende Brauerei. Die geschichtlich bedeutsame Liegenschaft wurde in der Folge unterschiedlich genutzt. Seit 2015 beherbergt das ehemalige Brauereigasthaus der Liegenschaft eine Privatschule mit Basis- und Primarstufe.